# Son Jor-um
Son Jor-um (korejsky 손열음; * 2. května 1986 Wondžu, Jižní Korea) je jihokorejská pianistka. Mezinárodní pozornost získala, když se objevila jako sólistka s New York Philharmonic Orchestra pod taktovkou Lorin Maazela v roce 2004. Byla oceněna stříbrnou medailí na Mezinárodní soutěži Petra Iljiče Čajkovského v roce 2011, kde obdržela ocenění za nejlepší komorní koncertní vystoupení.

## Dětství
První klavírní lekci absolvovala ve věku tří a půl roku. V červenci 1998 debutovala na koncertě Kumho Prodigy. V 12. letech začala studovat u klavíristy Kim Te-džinema a v 16. letech začala navštěvovala Korea National University of Arts, kde pokračovala ve studiu klavíru. V 18. letech natočila kompletní CD Chopin Etudes (Op. 10 a Op. 25) na Universal Music Label.

## Kariéra
Vystoupila s Newyorskou filharmonií, Rotterdamskou filharmonií, Českou filharmonií, Izraelskou filharmonií, Tokijskou filharmonií, Deutsche Radio Philharmonie Saarbrücken Kaiserslautern, NDR Radiophilharmonie, Akademií sv. Martina v polích, Symfonickým orchestrem NHK, Ruským státním symfonickým orchestrem, Symfonickým orchestrem v Seattlu, Mariinským divadelním orchestrem a mnoha dalšími pod taktovkou Jurije Bashmeta, Karla Marka Chichona, Myung-whun Chunga, Jamese Conlona, Lawrence Fostera, Valerije Gergijeva, Dmitri Kitayenka, Lorin Maazela a Ludovic Morlota. Od roku 2006 studovala u Arie Vardiho na Hochschule für Musik und Theater v Hannoveru.

## Literární dílo
Od května 2010 psala měsíční sloupce pro nedělní vydání novin JoongAng Sunday a JoongAng Ilbo.

## Ocenění
- 1997: 2. cena, Mezinárodní soutěž mladých hudebníků Čajkovského
- 1999: 1. cena, Mezinárodní klavírní soutěž Oberlin
- 2001: 1. cena, 7. klavírní soutěž Ettlingen
- 2002: 1. cena, 53. Mezinárodní hudební soutěž Viotti
- 2005: 3. cena, Mezinárodní klavírní soutěž Arthura Rubinsteina
- 2008: 1. cena, klavírní soutěž Kissinger Klavierolymp , týkající se festivalu Kissinger Sommer [1]
- 2009: Cena za stříbrnou medaili a Stevena de Grootea za nejlepší výkon komorní hudby (sdílená s Evgeni Bozhanovou ), třináctá mezinárodní klavírní soutěž Van Cliburn
- 2011: 2. cena, nejlepší komorní koncert (Mozartův koncert), nejlepší výkon pověřené práce ( Rodion Shchedrin ) XIV Mezinárodní soutěž Čajkovského

## Diskografie
- 2004: Chopin "24 Etudes" (Universal Music)
- 2008: Chopin "Nocturnes" pro klavír a orchestr (Universal Music)
- 2009: 13. soutěž Van Cliburn: Yeol Eum Son, stříbrný medailista (Harmonia Mundi)
- 2012: Yeol Eum Son, klavír (O'new World Music)